# 文华街道 (曲靖市)
文华街道是中华人民共和国云南省曲靖市麒麟区下辖的一个街道办事处。

## 行政区划
文华街道下辖以下村级行政区划单位：
新兴社区、代河社区、桂花社区、凤来社区、学苑社区、丰登社区。